# Edmund George Knox
Edmund George Knox, eigentlich Edmund George Valpy Knox, (* 10. Mai 1881; † 2. Januar 1971) war ein englischer Schriftsteller und Herausgeber. 

## Leben
Knox war der älteste Sohn des anglikanischen Pfarrers Edmund Arbuthnot Knox; seine Brüder waren der Codeknacker Dillwyn Knox, der Mönch Wilfred Knox und der katholische Priester Ronald Knox. Seine Schulzeit absolvierte Knox an der King Edward's School in Birmingham (West Midlands) und an der Rugby School in Rugby (Warwickshire). 
1912 heiratete Knox Christina Frances Hicks (1885–1935) und hatte mit ihr zwei Kinder, darunter die Schriftstellerin Penelope Fitzgerald. Er trat in das Lincolnshire Regiment ein und nahm am Ersten Weltkrieg teil. Im Oktober 1917 wurde er verwundet und kam wieder nach Hause. 
Seine ersten literarischen Versuche stammten noch aus seiner Schulzeit. Seinen schriftstellerischen Durchbruch erzielte Knox aber erst mit seinen satirischen Beiträgen, die er in der Zeitschrift „Punch“ veröffentlichen konnte. Ein großer Förder dabei war der Illustrator Ernest Shepard, dessen Tochter Mary Knox 1937 heiratete. Zwischen 1932 und 1949 fungierte Knox als verantwortlicher Herausgeber der Zeitschrift „Punch“. 
Knox zählte sich zeit seines Lebens zu den Agnostikern; am Ende seines Lebens näherte er sich aber wieder der Kirche von England an.

## Rezeption
Für den Großteil seines literarischen Werkes benutzte Knox das Pseudonym Evoe. Neben seinen satirischen Werken verfasste er auch eine Reihe von Gedichten; den Großteil wohl während des Zweiten Weltkriegs. Als Satiriker setzte er sich vor allem mit Schriftstellern wie Edmund Blunden, Robert Bridges, John Drinkwater, Walter de la Mare, John Masefield und John Collin Squire auseinander. 

## Werke (Auswahl)
Lyrik
- Blue feathers. Poems. Methuen, London 1929.
- The Brazen Lyre. Smith, London 1911.
- Folly calling. Methuen, London 1932.
- In my old days. Selected poems 1909–1959. Methuen, London 1989, ISBN 0-95035-291-8 (Nachdr. d. Ausg. London 1969).
- Parodies regained. In verses. Methuen, London 1921.
- Poems of impudence. Fisher Unwin, London 1926.

Prosa
- Fiction, as she is wrote. Sketches. Methuen, London 1923.
- Here's misery! A book of burlesques. 2. Aufl. Methuen, London 1931.
- I'll tell the world. A guide to the greatness of England; mainly intended for American use. Chattoo & Windus, London 1928.
- It occurs me. Humorous sketches. Methuen, London 1926.
- These Liberties. Parodies. Methuen, London 1923.
- This other eden. Methuen, London 1929.
- Wonderful outings. Methuen, London 1928.